# Mont Nikkō-Shirane
Le mont Nikkō-Shirane (日光白根山, Nikkō-Shirane-san) est un volcan bouclier situé dans le parc national de Nikkō dans la région du Kantō au centre de Honshū, principale île du Japon. Culminant à 2 578 m d'altitude, il fait partie des 100 montagnes célèbres du Japon.

## Géographie

### Situation
| \| Nantai Tarō Nyōhō Akanagi Ōmanago Senjōgahara Nikkō-Shirane Komanago Lac Chūzenji Nikkō Rivière Daiya \| Le mont Nikkō-Shirane dans les monts Nikkō. |
| Nantai Tarō Nyōhō Akanagi Ōmanago Senjōgahara Nikkō-Shirane Komanago Lac Chūzenji Nikkō Rivière Daiya                                                   |

Le mont Nikkō-Shirane est situé sur l'île de Honshū, à cheval sur la limite ouest de la ville de Nikkō (préfecture de Tochigi) et la limite sud-est du village de Katashina (préfecture de Gunma), au Japon. Son point culminant à 2 578 m d'altitude en fait le plus haut sommet des monts Nikkō, un complexe volcanique du nord-ouest de la préfecture de Tochigi.

### Topographie

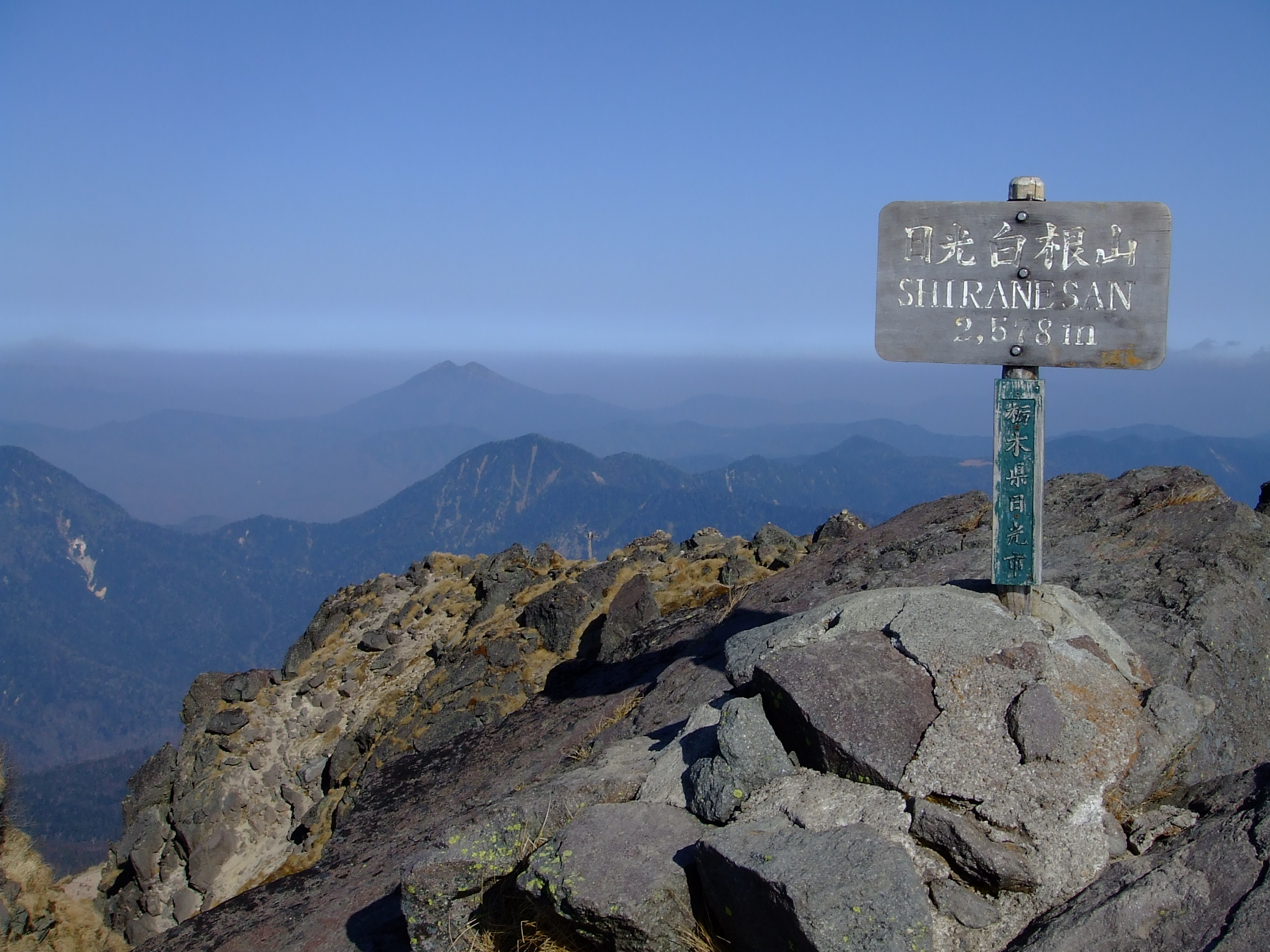
Sommet du mont Nikkō-Shirane.

Le mont Nikkō-Shirane est constitué d'un empilement de multiples coulées de lave, de son sommet jusqu'à sa base, et d'un dôme de lave de 300 m de haut et d'environ 1 000 m de diamètre. Son plus haut pic, le pic Okushirane, est un dôme de lave situé au sommet de la coulée de lave qui s'étend largement vers l'ouest.

### Géologie
Le mont Nikkō-Shirane est un volcan bouclier faisant partie des monts Nikkō mais dont les éruptions majoritairement explosives le classent comme un volcan gris. Il est essentiellement composé de roches magmatiques et plus particulièrement d'andésite et de dacite.
Le mont Nikkō-Shirane est actuellement classé actif avec un faible risque éruptif. La dernière éruption enregistrée a commencé en juillet 1952 et s'est terminée deux mois plus tard.

## Histoire

### Histoire éruptive
Il y a environ 12 000 ans, du magma perce la croûte terrestre et donne naissance au plus récent édifice volcanique des monts Nikkō : le mont Nikkō-Shirane.
Une étude stratigraphique de la lave figée des pentes du mont Nikkō-Shirane indique une activité volcanique remontant à 6 000 ans.

#### Éruption de l'époque d'Edo
En 1649, une éruption phréatique détruit le sanctuaire shintō au sommet de la montagne et ouvre un cratère d'environ 200 m de diamètre et 10 m de profondeur d'où des pyroclastes sont expulsés.

#### Éruption de l'ère Meiji
Durant l'ère Meiji (1868-1912), trois éruptions ont lieu. En 1872 et l'année suivante, un panache volcanique se forme au-dessus de la montagne. En 1889, sur le versant ouest du volcan, une nouvelle éruption projette des cendres jusqu'à la rivière Katashina qui traverse le village du même nom.

#### Éruption de l'ère Shōwa
En 1952, de juillet à septembre, de la fumée émane du sommet du volcan et un grondement se fait entendre à son pied.

## Activités

### Randonnées

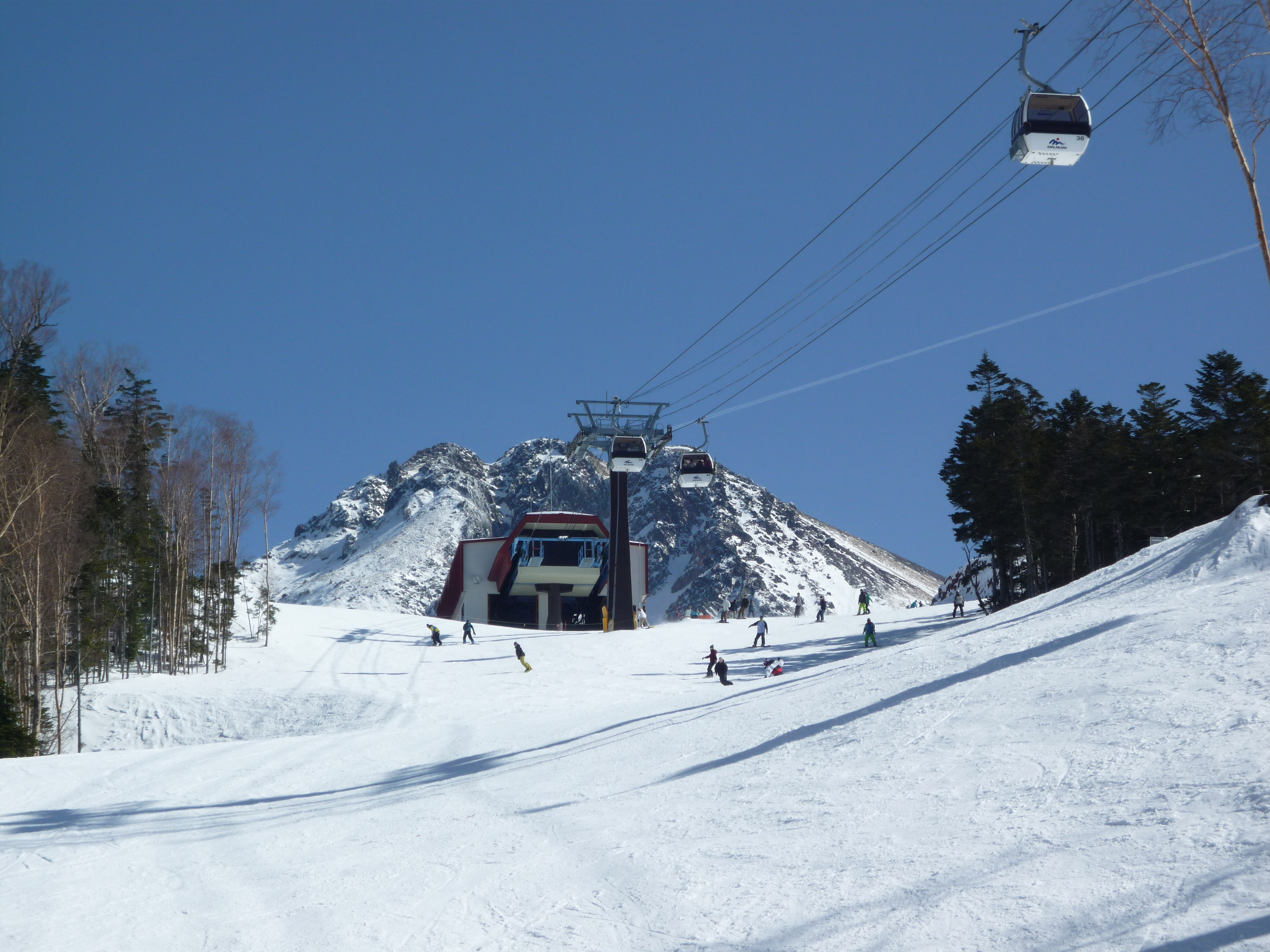
Station de ski Marunuma Kogen à Katashina.

Deux sentiers de randonnée permettent l'ascension du mont Nikkō-Shirane. Ils débutent sur le plateau de Marunuma, environ 2,5 km, à vol d'oiseau, au nord-ouest du sommet du volcan. L'un permet l'ascension de la face nord via le mont Zazen et l'autre du versant sud après avoir longé le contrefort sud-ouest du volcan.
Depuis le village de Katashina, à l'altitude de 1 400 m, une télécabine, en service sur 2,5 km, permet l'accès au plateau de Marunuma situé 600 m plus haut.